# Stávropol
Stávropol (en ruso: Ста́врополь) es una ciudad situada al suroeste de Rusia. La ciudad es el centro administrativo de krai de Stávropol.

## Etimología
El nombre de Stávropol es la adaptación rusa de un nombre ficticio en griego antiguo: σταυρός — «cruz», πόλις — «ciudad». Estaurópoli (históricamente es el nombre de un aislado arzobispado en Caria, provincia romana situada en la actual Anatolia), cuyo significado es La ciudad de la Cruz. De acuerdo con la leyenda unos soldados encontraron una gran cruz de piedra mientras construían la fortaleza de la futura ciudad.

## Historia
El área de Stávropol y sus alrededores ha estado habitada desde tiempos antiguos. Este hecho lo atestiguan los más de veinte emplazamientos de antiguos pueblos y asentamientos de la Edad del Bronce hasta la Edad Media que han sido hallados por arqueólogos en el área de Stávropol. El más antiguo de estos se descubrió en la ribera izquierda del río Tashla, en la ladera norte de la colina de la fortaleza.
El emplazamiento de tártaros, situado a las afueras de la ciudad, es considerado el más grande del territorio pre-caucásico. Fue una gran ciudad medieval, el centro de la región y su antigua capital. Con la llegada de los cumanos este estilo de vida fue interrumpido. Después los calmucos y los nogayos vagaron de lugar a lugar por estas tierras antes de que Rusia se anexionara el territorio del Cáucaso Norte.
La historia moderna de Stávropol comienza en 1777, año en la que fue fundada tras la Guerra ruso-turca de 1768-1774 como campamento militar y obtuvo el estatus de ciudad en 1785. El príncipe Grigori Potemkin, quien fundó Stávropol como una de las diez fortalezas construidas por petición de la zarina Catalina II de Rusia entre Azov y Mozdok, jugó un destacado papel en la creación de la ciudad. Los cosacos del Térek se establecieron en el área de, y alrededor de, las ciudades de Stávropol y Gueórguievsk con la misión de defender las fronteras del Imperio.
La localización estratégica de Stávropol ayudó al Imperio ruso en su conquista del Cáucaso. A principios del siglo XIX la ciudad creció convirtiéndose en un ajetreado centro comercial del Cáucaso Norte. En 1843 una misión Episcopal de la Iglesia ortodoxa rusa se estableció en Stávropol y en 1847 la ciudad se convirtió en el centro administrativo de la gubérniya (gobernatura general) del mismo nombre.
A lo largo de la Guerra civil rusa la ciudad cambió de manos varias veces hasta caer en poder del Ejército Rojo a manos del Ejército de Voluntarios del general Antón Denikin el 29 de enero de 1920. La ciudad fue renombrada con el nombre de Voroshílovsk en 1935 en honor a Kliment Voroshílov, volviendo a su nombre original en 1943.
La Gran Guerra Patria se cobró un gran número de víctimas en la ciudad y entre el 3 de agosto de 1942 y el 21 de enero de 1943 Stávropol fue ocupada por la Alemania nazi.
Desde 1946 se extrae gas natural cerca de la ciudad y más tarde fue construido un oleoducto hasta Moscú para su suministro. El primero y único presidente ejecutivo de la Unión Soviética, Mijaíl Gorbachov, nació en el krai de Stávropol y pasó varios años trabajando en la ciudad de Stávropol como jefe de la administración del krai.

## Clima
Stávropol tiene un clima continental húmedo (según la clasificación climática de Köppen Dfa) con los inviernos cortos pero fríos (aunque suaves para Rusia) y los veranos calurosos. La precipitación es bastante baja, con un promedio anual de 554 milímetros (21.8 pulgadas).
| Parámetros climáticos promedio de Stávropol (normales 1991-2020, extremos 1854-presente) | Parámetros climáticos promedio de Stávropol (normales 1991-2020, extremos 1854-presente) | Parámetros climáticos promedio de Stávropol (normales 1991-2020, extremos 1854-presente) | Parámetros climáticos promedio de Stávropol (normales 1991-2020, extremos 1854-presente) | Parámetros climáticos promedio de Stávropol (normales 1991-2020, extremos 1854-presente) | Parámetros climáticos promedio de Stávropol (normales 1991-2020, extremos 1854-presente) | Parámetros climáticos promedio de Stávropol (normales 1991-2020, extremos 1854-presente) | Parámetros climáticos promedio de Stávropol (normales 1991-2020, extremos 1854-presente) | Parámetros climáticos promedio de Stávropol (normales 1991-2020, extremos 1854-presente) | Parámetros climáticos promedio de Stávropol (normales 1991-2020, extremos 1854-presente) | Parámetros climáticos promedio de Stávropol (normales 1991-2020, extremos 1854-presente) | Parámetros climáticos promedio de Stávropol (normales 1991-2020, extremos 1854-presente) | Parámetros climáticos promedio de Stávropol (normales 1991-2020, extremos 1854-presente) | Parámetros climáticos promedio de Stávropol (normales 1991-2020, extremos 1854-presente) |
| Mes                                                                                      | Ene.                                                                                     | Feb.                                                                                     | Mar.                                                                                     | Abr.                                                                                     | May.                                                                                     | Jun.                                                                                     | Jul.                                                                                     | Ago.                                                                                     | Sep.                                                                                     | Oct.                                                                                     | Nov.                                                                                     | Dic.                                                                                     | Anual                                                                                    |
| ---------------------------------------------------------------------------------------- | ---------------------------------------------------------------------------------------- | ---------------------------------------------------------------------------------------- | ---------------------------------------------------------------------------------------- | ---------------------------------------------------------------------------------------- | ---------------------------------------------------------------------------------------- | ---------------------------------------------------------------------------------------- | ---------------------------------------------------------------------------------------- | ---------------------------------------------------------------------------------------- | ---------------------------------------------------------------------------------------- | ---------------------------------------------------------------------------------------- | ---------------------------------------------------------------------------------------- | ---------------------------------------------------------------------------------------- | ---------------------------------------------------------------------------------------- |
| Temp. máx. abs. (°C)                                                                     | 16.8                                                                                     | 20.9                                                                                     | 30.2                                                                                     | 35.0                                                                                     | 32.5                                                                                     | 36.3                                                                                     | 38.6                                                                                     | 39.7                                                                                     | 37.3                                                                                     | 34.2                                                                                     | 24.8                                                                                     | 21.9                                                                                     | 39.7                                                                                     |
| Temp. máx. media (°C)                                                                    | 1.3                                                                                      | 2.5                                                                                      | 8.2                                                                                      | 15.5                                                                                     | 21.0                                                                                     | 25.7                                                                                     | 29.0                                                                                     | 28.9                                                                                     | 23.0                                                                                     | 15.7                                                                                     | 7.8                                                                                      | 3.1                                                                                      | 15.1                                                                                     |
| Temp. media (°C)                                                                         | -2.3                                                                                     | -1.7                                                                                     | 3.2                                                                                      | 9.7                                                                                      | 15.4                                                                                     | 19.9                                                                                     | 22.9                                                                                     | 22.6                                                                                     | 16.9                                                                                     | 10.5                                                                                     | 3.6                                                                                      | -0.5                                                                                     | 10.0                                                                                     |
| Temp. mín. media (°C)                                                                    | -5.0                                                                                     | -4.8                                                                                     | -0.4                                                                                     | 5.0                                                                                      | 10.5                                                                                     | 15.0                                                                                     | 17.4                                                                                     | 16.9                                                                                     | 12.0                                                                                     | 6.6                                                                                      | 0.5                                                                                      | -3.3                                                                                     | 5.9                                                                                      |
| Temp. mín. abs. (°C)                                                                     | -27.7                                                                                    | -28.3                                                                                    | -19.4                                                                                    | -10.7                                                                                    | -2.3                                                                                     | 3.1                                                                                      | 10.0                                                                                     | 6.9                                                                                      | -3.5                                                                                     | -12.0                                                                                    | -19.9                                                                                    | -24.3                                                                                    | -28.3                                                                                    |
| Precipitación total (mm)                                                                 | 29                                                                                       | 28                                                                                       | 41                                                                                       | 41                                                                                       | 71                                                                                       | 77                                                                                       | 59                                                                                       | 37                                                                                       | 48                                                                                       | 52                                                                                       | 38                                                                                       | 33                                                                                       | 554                                                                                      |
| Días de lluvias (≥ 1 mm)                                                                 | 5                                                                                        | 5                                                                                        | 8                                                                                        | 13                                                                                       | 13                                                                                       | 13                                                                                       | 10                                                                                       | 8                                                                                        | 10                                                                                       | 11                                                                                       | 10                                                                                       | 7                                                                                        | 113                                                                                      |
| Días de nevadas (≥ 1 mm)                                                                 | 13                                                                                       | 13                                                                                       | 9                                                                                        | 1                                                                                        | 0.3                                                                                      | 0                                                                                        | 0                                                                                        | 0                                                                                        | 0                                                                                        | 1                                                                                        | 6                                                                                        | 10                                                                                       | 53                                                                                       |
| Horas de sol                                                                             | 85                                                                                       | 100                                                                                      | 133                                                                                      | 183                                                                                      | 257                                                                                      | 286                                                                                      | 313                                                                                      | 290                                                                                      | 228                                                                                      | 164                                                                                      | 94                                                                                       | 69                                                                                       | 2202                                                                                     |
| Humedad relativa (%)                                                                     | 84                                                                                       | 82                                                                                       | 78                                                                                       | 68                                                                                       | 68                                                                                       | 66                                                                                       | 60                                                                                       | 60                                                                                       | 68                                                                                       | 77                                                                                       | 84                                                                                       | 84                                                                                       | 73                                                                                       |
| Fuente n.º 1: Pogoda.ru.net                                                              |                                                                                          |                                                                                          |                                                                                          |                                                                                          |                                                                                          |                                                                                          |                                                                                          |                                                                                          |                                                                                          |                                                                                          |                                                                                          |                                                                                          |                                                                                          |
| Fuente n.º 2: Climatebase.ru (horas de sol)                                              |                                                                                          |                                                                                          |                                                                                          |                                                                                          |                                                                                          |                                                                                          |                                                                                          |                                                                                          |                                                                                          |                                                                                          |                                                                                          |                                                                                          |                                                                                          |

## Demografía
| Gráfica de evolución de Stávropol entre 1825 y 2019 |
|                                                     |

Como en la mayor parte de Rusia, la población está con crecimiento negativo durante los últimos diez años.
| 1959    | 1970    | 1979    | 1989    | 2002    | 2010    |
| ------- | ------- | ------- | ------- | ------- | ------- |
| 141 023 | 198 251 | 258 233 | 318 298 | 354 867 | 398 539 |

## Ciudades hermanadas
- Des Moines  (Estados Unidos)
- Temuco (Chile)
- Pazardzhik (Bulgaria)
- Béziers (Francia)